# Cornelis Joppenszoon
Cornelis Joppenszoon (Leiden, 1561 - aldaar, 1591) was volgens de overlevering een Nederlandse weesjongen die in de Tachtigjarige Oorlog, aan het eind van het beleg van Leiden, op 3 oktober 1574 ontdekte dat de Spanjaarden vertrokken waren.
Joppenszoon zou in de vroege morgen de stad zijn uitgeglipt om een kijkje te gaan nemen bij de Schans Lammen, ruim een kilometer ten zuiden van de stadswallen. Daar zou hij een kookpot met hutspot gevonden hebben, die door de vluchtende Spanjaarden was achtergelaten, en deze meegenomen hebben naar de stad. Later die dag arriveerden de watergeuzen met wittebrood en haring. Ter herinnering aan het ontzet van Leiden is het sindsdien traditie in de stad om elk jaar op 3 oktober hutspot te eten.
Joppenszoon kwam in 1591 op de Koepoortsgracht, de huidige Doezastraat in Leiden, om het leven bij een steekpartij. Of hij werkelijk een weesjongen was, valt te betwijfelen. Waarschijnlijk is dit erbij verzonnen bij het eeuwfeest in 1774. In een andere versie van het verhaal ging het helemaal niet om Joppenszoon, maar om ene Ghijsbrecht Corneliszoon Schaeck. De Leidse historicus Johannes le Francq van Berkhey (1769-1811) had weer een andere theorie: hij beweerde dat een van zijn eigen voorouders de jongen van de hutspot zou zijn geweest.
Het beeldje van de weesjongen met de hutspotketel bij het station Leiden Lammenschans, vervaardigd door Oswald Wenckebach en onthuld in 1961, herinnert aan de gebeurtenis. Ook wordt in Leiden jaarlijks de Cornelis Joppenszprijs uitgereikt aan een persoon die de gemeente op speciale wijze van dienst is geweest.